# 해군 수송전대
해군 수송전대, 상징명칭 "백구부대(白鷗部隊)"는 베트남 전쟁 당시 수송지원단 역할을 했던 대한민국 해군의 전대급 수송부대이다.

## 역사
1965년 2월 14일 부산항을 출발 주월한국군사원조단 (비둘기부대) 수송 작전을 실시하였다.
1966년 3월 31일 주월한국군사원조단 (비둘기부대) 소속에서 독립부대로 편성되었다.
1973년 3월 20일, 해군 수송전대의 마지막 함정이 진해항에 도착하면서 베트남 전쟁에서의 국군 철수가 완료되었다.

## 함정
- LSM-609 월미
- LSM-611 능라
- LST-807 운봉
- LST-808 덕봉
- LST-812 위봉

## 같이 보기
- 제55항공수송단